# Claude-Nicolas Chatillon
 (janvier 2021).
Claude-Nicolas Chatillon, né à Rouen le 14 octobre 1776 et mort à Paris le 7 janvier 1826 est un musicien, compositeur, poète et dramaturge français.

## Biographie
Appelé de bonne heure à Paris, Chatillon y occupa un modeste emploi dans l’administration de la loterie de France, où plus tard il devint sous-chef. Le travail des chiffres, si peu favorable aux douces rêveries de l’imagination, ne fut point un obstacle pour Chatillon qui trouvait le moyen de consacrer son peu de loisirs à la culture de deux arts qui se tiennent de si près, la poésie et la musique, pour lesquels il avait un véritable et invincible penchant. 
Comme tout jeune poète travaillant d’inspiration et à la dérobée, Chatillon débuta par des poésies fugitives qu’il ne confiait qu’à l’amitié la plus intime. Quelques ouvrages dramatiques, donnés sous le voile de l’anonyme, réussirent au théâtre du Vaudeville, notamment la Maison des Fous, qu’il y fit représenter en 1821. Il s’était déjà fait connaître à ce théâtre par des couplets de circonstance chantés, en 1814 et 1815, en l’honneur des Bourbons. Deux pièces de concours, une Épître aux Muses et le Duelliste, lui méritèrent deux palmes académiques : la première aux Jeux Floraux, en 1821 ; la seconde à l’Académie d'Arras, en 1823. Reçu, cette même année, associé correspondant de l’Académie de Dijon, il n’eut avec cette compagnie que de bien courtes relations. Atteint depuis longtemps d’une maladie contre lesquelles la médecine était impuissante, Chatillon cherchait à s’en distraire en composant quelques poésies où, malgré son état de souffrance, il faisait montre de beaucoup d’esprit et de gaîté.
Ils disaient tous que la belle saison,
Dissiperait ma longue maladie ;
J’ai vu la feuille reverdie,
Et n’a point vu ma guérison
L’automne vient, la feuille tombe,
Et bientôt, comme moi cédant à son destin.
Elle ira rouler sur ma tombe...
Recevez donc mes éternels adieux,
O vous dont l’amitié n’a pas besoin d’épreuve !
Je vous confie un bien qui m’était précieux
Prenez soin de la pauvre veuve !
J’ai cru qu’un jour mon nom lui servirait d’appui,
Que, pour la protéger, elle aurait ma mémoire ;
J’avais rêvé le bonheur et la gloire ;
La gloire et le bonheur, hélas ! tout s’est enfui !
Les vers de Chatillon, dit M. Amanton, respirent la plus aimable philosophie, la plus douce sensibilité, assaisonnée toutefois de ce sel qui satisfait le penchant de tout lecteur pour ce qui fronde délicatement les travers et les ridicules qui entrent dans la combinaison variée à l’infini des caractères de la société.
Chatillon, qui était excellent musicien, était aussi compositeur agréable, ainsi que le prouvent plusieurs romances dédiées à ses amis.

## Œuvres
- La Maison des fous, comédie mêlée de couplets, en un acte, Paris, 1821, in-8°
- Épître aux Muses, Paris, Ponthieu, 1821, in-8°
- Le Duelliste, Paris, Leroux, 1824, in-8°
- Le Philosophe à table, Paris, Leroux, 1821, in-8°
- La Chemise, conte, Paris, Leroux, 1825, in-8°
- Le Dîner de ma tante, 1825
- Dernier Adieu du Poëte, Paris, Leroux, 1825, in-8°
- L’Incognito, conte anecdotique, au bénéfice des incendiés de Salins, Paris, Leroux, 1825, in-8°

## Sources
- Théodore-Éloi Lebreton, Biographie rouennaise, Rouen, Le Brument, 1865, p. 79-81
- Noémi-Noire Oursel, Nouvelle Biographie normande, Paris, A. Picard, 1886, p. 181